# Éveline Gélinas
Pour les articles homonymes, voir Gélinas.
Éveline Gélinas est une comédienne, actrice et chanteuse québécoise (Canada), originaire de Saint-Boniface-de-Shawinigan.

## Biographie
Elle est diplômée en 2002 de l'École Nationale de Théâtre du Canada.

## Filmographie

### Cinéma
- 2008 : Babine
- 2008 : Ce qu'il faut pour vivre
- 2011 : Le Sens de l'humour
- 2022 : Confessions

### Télévision

#### Série télévisée
- 1990 - 92 : Jamais deux sans toi (Lisa Tardif)
- 1992 - 92 : L'Or et le Papier (Rose-Anne Miron)
- 1993 - 99 : Ent'Cadieux (Josette Fortin)
- 1994 - 97 : Les Héritiers Duval (Lisa Bard)
- 1998 - 00 : L'Ombre de l'épervier (Marie-Pierre)
- 2003 - 2017  : L'Auberge du chien noir (Charlène, des Westerners)
- 2017 : Ruptures (Emma)
- 2019 : Victor Lessard, saisons 1 à 3) de Martin Michaud réalisée par François Gingras et Patrice Sauvé – Ghislaine Corbeil
- 2020 - 2022 : District 31 (Alexandra Paradis)
- 2023 : Alertes (Cindy Castonguay)

#### Voix
- 2008 : Blaise le blasé (dessin-animé) : Violenne Voula
- 2010 : Défis extrêmes : La Tournée mondiale : Mélanie (Blaineley dans le version originale)

## Doublage

### Cinéma

#### Films
- Kathryn Hahn dans :
  - Un amour comme ça (2005) : Michelle
  - Notre idiot de frère (2011) : Janet Ziebell
  - Gros mots (2013) : Jenny Widgeon
  - Le Monde de demain (2015) : Ursula Gernsback
  - Mères indignes (2016) : Carla Dunkler
  - Les mères indignes se tapent Noël (2017) : Carla Dunkler
- Abbie Cornish dans :
  - Mon amour (2009) : Fanny Brawne
  - Sans Limites (2011) : Lindy
  - Les Psychopathes (2012) : Kaya
  - RoboCop (2014) : Clara Murphy
  - Géotempête (2017) : Sarah Wilson

### Télévision

#### Téléfilms
- 2015 : Enquêtes gourmandes : Meurtre au menu : Sally Aldridge (Kimberley Sustad)[1]

## Théâtre
- 2001 : Les Parapluies de Cherbourg (Geneviève Émery)
- 2002 - 05 : L'homme de la Mancha (Aldonza/Dulcinea)
- 2003 : Kamouraska (Élisabeth D'Aulnières)
- 2003 : La nature même d'un continent (Billye)
- 2004 : Honey Pie (Honey Pie)
- 2004 : Les Fourberies de Scapin (Zerbinette)
- 2004 : Le peintre des madones ou la naissance d'un tableau (Marie-Paule)
- 2004 : Manic : Dans l'œil du Québec
- 2005 : La Tempête (Miranda)
- 2005 : Une ardente patience (Béatriz)
- 2007 : Don Juan (Charlotte)
- 2010 : L'opéra de Quat'sous
- 2019 L’homme de la Mancha (Aldonza) théâtre du Rideau  Vert

## Discographie
- 2007 : Étoile, cacahuète et ritournelles, Éveline Gélinas et Isabelle Lemme, disque pour enfants, 15 chansons et 6 comptines[2]
- 2008 : Les Westerners, Éveline Gélinas et Gary Boudreault, direction artistique de Scott Price et des musiciens Jeff Smallwood, Pierre Boivin et Bob Cohen

## Prix et distinctions
- 2009 Nomination aux Génies dans la catégorie Meilleure actrice dans un rôle de soutien (Ce qu'il faut pour vivre)